# Kim Hong-hee
Kim Hong-hee (* 1948) ist eine koreanische Kunsthistorikerin, Kunstkritikerin, Kuratorin und Museumsdirektorin. 

## Leben und Werk
Kim Hong-hee erlangte den Bachelor an der Ewha Womans University für Französische Literatur. Nach dem Master für Kunstgeschichte an der Concordia University in Kanada promovierte sie an der Hongik University in Seoul.
Sie war von 1989 bis 2008 Direktor des Kulturzentrums Samzie Space und von 2006 bis 2010 des Gyeonggi Museum of Modern Art. Beauftragte war sie 2000 für die Gwangju Biennale und 2003 für die Biennale di Venezia. 2006 leitete sie als künstlerische Direktorin die Gwangju Biennale.
Sie ist Direktorin des Seoul Museum of Art und war Mitglied der Findungskommission für die im Jahr 2017 stattfindende documenta 14.